# Blåtjärnen (Junsele socken, Ångermanland)
Blåtjärnen är en sjö i Sollefteå kommun i Ångermanland och ingår i Ångermanälvens huvudavrinningsområde. Sjön har en area på 0,0252 kvadratkilometer och ligger 223,5 meter över havet.

## Delavrinningsområde
Blåtjärnen ingår i det delavrinningsområde (706905-154053) som SMHI kallar för Inloppet i Östvattnet. Medelhöjden är 223 meter över havet och ytan är 4,23 kvadratkilometer. Räknas de 2 avrinningsområdena uppströms in blir den ackumulerade arean 24,84 kvadratkilometer. Östvattenbäcken som avvattnar avrinningsområdet har biflödesordning 3, vilket innebär att vattnet flödar genom totalt 3 vattendrag innan det når havet efter 120 kilometer. Avrinningsområdet består mestadels av skog (77 procent). Avrinningsområdet har 0,55 kvadratkilometer vattenytor vilket ger det en sjöprocent på 13 procent.

## Galleri

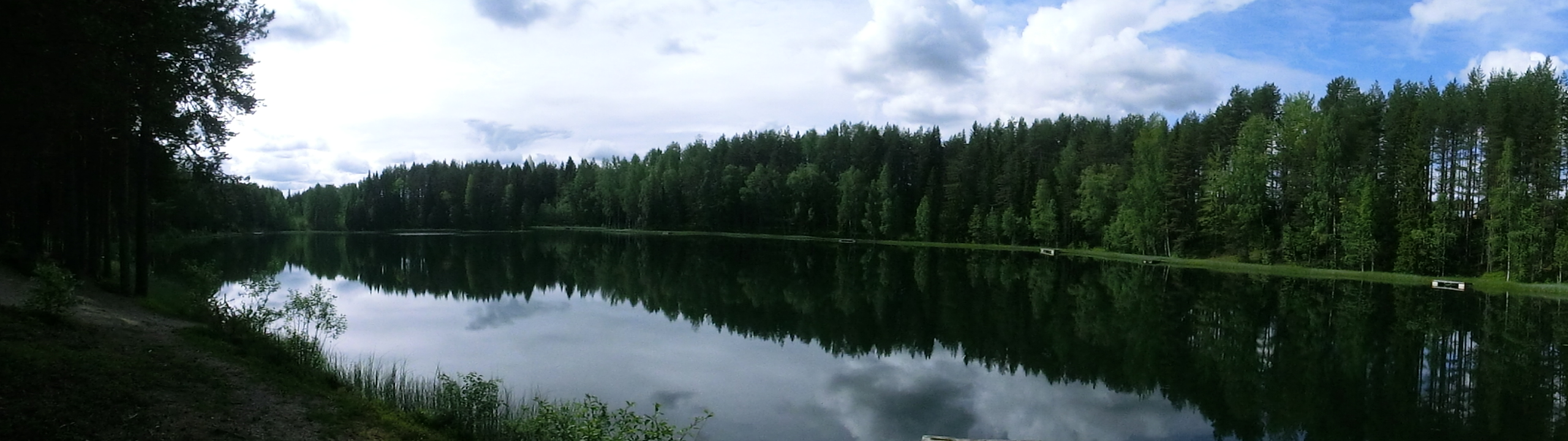
Panorama över sjön sommaren 2012.